# Alice Davenport
Alice Davenport (29 de fevereiro de 1864 - 24 de junho de 1936) foi uma atriz de filmes mudos estadunidense.

## Filmografia
- The Dude Wrangler (1930)

- Legend of Hollywood (1924)
- Unmarried Wives (1924)
- Monkeying Around (1923)
- Oh, Mabel Behave (1922)
- The Show (1922)
- The Hayseed (1921)
- Skirts (1921)
- Her Private Husband (1920)
- The Sleep of Cyma Roget (1920)
- His Private Wife (1920)
- Rip & Stitch: Tailors (1919)
- How Dry I Am (1919)
- Spotlight Sadie (1919)
- Tony America (1918)
- Her Blighted Love (1918)
- His Double Life (1918)
- His Hidden Shame (1918)
- His Social Rise (1917)
- The Betrayal of Maggie (1917)
- A Maiden's Trust (1917)
- Secrets of a Beauty Parlor (1917)
- Pinched in the Finish (1917)
- Maggie's First False Step (1917)
- Luke Wins Ye Ladye Faire (1917)
- Pills of Peril (1916)
- Counting Out the Count (1916)
- Ramona (filme) (1916)
- A Love Riot (1916)
- Wife and Auto Trouble (1916)
- Fido's Fate (1916)
- Perils of the Park (1916)
- Because He Loved Her (1916)
- The Worst of Friends (1916)
- The Snow Cure (1916)
- Fatty and the Broadway Stars (1915)
- His Father's Footsteps (1915)
- Stolen Magic (1915)
- My Valet (1915)
- Fickle Fatty's Fall (1915)
- Mabel's Wilful Way (1915)
- Ambrose's Fury (1915)
- Wished on Mabel (1915)
- Caught in the Act (1915)
- That Little Band of Gold (1915)
- The Home Breakers (1915)
- Mabel and Fatty's Married Life (1915)
- Caught in a Park (1915)
- Mabel, Fatty and the Law (1915)
- Hogan's Mussy Job (1915)
- Mabel and Fatty's Wash Day (1915)
- Rum and Wall Paper (1915)
- Hushing the Scandal (1915)
- Wild West Love (1914)
- A Colored Girl's Love (1914)
- The Plumber (1914)
- Among the Mourners (1914)
- The Sea Nymphs (1914)
- Fatty's Wine Party (1914)
- Tillie's Punctured Romance (1914)
- Cursed by His Beauty (1914)
- Gentlemen of Nerve (1914)
- Hello, Mabel (1914)
- The Property Man (1914)
- Mabel's New Job (1914)
- Mabel's Married Life (1914)
- A Fatal Flirtation (1914)
- Finnigan's Bomb (1914)
- Caught in the Rain (1914)
- Caught in a Cabaret (1914)
- Mabel at the Wheel (1914)
- The Passing of Izzy (1914)
- The Star Boarder (1914)
- Against Heavy Odds (1914)
- Tango Tangles (1914)
- Love and Gasoline (1914)
- A Robust Romeo (1914)
- Mabel's Strange Predicament (1914)
- Making a Living (1914)
- Double Crossed (1914)
- Won in a Closet (1914)
- The Under-Sheriff (1914)
- Love and Dynamite (1914)
- Mabel's Stormy Love Affair (1914)
- He Would a Hunting Go (1913)
- Some Nerve (1913)
- A Ride for a Bride (1913)
- A Bad Game (1913)
- Baffles (1913)
- A Hornet's Nest (1913)
- A Quiet Little Wedding (1913)
- A Healthy Neighborhood (1913)
- Schnitz the Tailor (1913)
- Mother's Boy (1913)
- Mabel's Dramatic Career (1913)
- The Firebugs (1913)
- The Riot (1913)
- Cohen's Outing (1913)
- Just Kids (1913)
- Love and Rubbish (1913)
- The Telltale Light (1913)
- The Tale of a Black Eye (1913)
- The Hansom Driver (1913)
- Passions, He Had Three (1913)
- Toplitsky and Company (1913)
- That Ragtime Band (1913)
- The Two Widows (1913)
- Just Brown's Luck (1913)
- The Mistaken Masher (1913)
- For Lizzie's Sake (1913)
- A Double Wedding (1913)
- Mabel's Stratagem (1912)
- The Drummer's Vacation (1912)
- Hoffmeyer's Legacy (1912)
- Brown's Seance (1912)
- Pat's Day Off (1912)
- At It Again (1912)
- Mabel's Lovers (1912)
- Stolen Glory (1912)
- The Leading Man (1912)
- The Love Trail (1912)
- The Engagement Ring (1912)
- A Spanish Dilemma (1912)
- Got a Match (1912)
- Lily's Lovers (1912)
- A Near-Tragedy (1912)
- Pants and Pansies (1912)
- The Best Man Wins (1911)